# Chardonnières (arrondissement)
Chardonnières (Haïtiaans-Creools: Chadonyè) is een arrondissement van het Haïtiaanse departement Sud, met 78.400 inwoners. De postcodes van dit arrondissement beginnen met het getal 85.
Het arrondissement Chardonnières bestaat uit de volgende gemeenten:
- Chardonnières (hoofdplaats van het arrondissement)
- Les Anglais
- Tiburon